# Leptogaster radialis
Leptogaster radialis là một loài ruồi trong họ Asilidae. Leptogaster radialis được Janssens miêu tả năm 1954. Loài này phân bố ở vùng nhiệt đới châu Phi.